# Belvosia analis
Belvosia analis är en tvåvingeart som beskrevs av Macquart 1846. Belvosia analis ingår i släktet Belvosia och familjen parasitflugor. Inga underarter finns listade i Catalogue of Life.